# انتاریو (کالیفرنیا)
انتاریو (به انگلیسی: Ontario) شهری در شهرستان سن برناردینو، کالیفرنیا ایالت کالیفرنیا است که در سرشماری سال ۲۰۱۰ میلادی، ۱۶۳۹۲۴ نفر جمعیت داشته‌است.